# ميشيل بانزر
ميشيل ستيفاني بانزر (بالإنجليزية: Michelle Banzer)‏ (ولد في 2 ديسمبر 1982) المعروف أيضا باسم ميشيل زين عارضة أزياء أمريكية و ملكة جمال من لويزفيل، كنتاكي شاركت في ملكة جمال الولايات المتحدة مسابقة في عام 2007.